# 애니메 뉴스 네트워크
애니메 뉴스 네트워크(Anime News Network, 약칭 ANN)은 북아메리카, 오스트레일리아, 일본 지역의 일본의 만화, 애니메이션, J-pop 및 일본의 서브컬처 관련 소식을 전문적으로 보도하는 애니메이션 관련 뉴스 웹사이트다. 이 밖에도, 앵글로스피어권 국가 등 세계 도처의 관련 가십 거리 소식들을 전하기도 한다. 이 사이트는 리뷰나 사설 콘텐츠나 최근 이슈거리나 사건에 대해 토론할 수 있는 인터넷 포럼을 제공하며, 이 사이트에 있는 일본의 만화, 애니메이션에 관한 백과사전은 일본, 영어권 제작진에 대한 정보, 주제가, 줄거리 등 방대한 자료를 보유하고 있으며, 이용자 수 또한 마찬가지다.
이 웹사이트는 1998년 7월, 저스틴 세바킨스가 만든 것으로, 이 사이트에서는 영어권에서 일본의 애니메이션, 만화 관련 정보를 보도하는 데 있어서 선두주자에 서있다고 자칭한다. 또, 이 사이트는 잡지 프로토컬처 에딕츠를 제작하고 있기도 하다. 미국 사람을 위한 버전과 오스트레일리아 사람을 위한 버전이 따로 나뉘어 있다.